# Oristicta
Oristicta is een geslacht van libellen (Odonata) uit de familie van de Isostictidae.

## Soorten
Oristicta omvat 1 soort:
- Oristicta filicicola Tillyard, 1913